# Ácido 7-aminonaftaleno-1,3-dissulfônico
Ácido 7-aminonaftaleno-1,3-dissulfônico, também chamado ácido 2-naftilamino-6,8-dissulfônico, abreviado ANDS ou ANDSA, é o composto orgânico de fórmula C10H9NO6S2 e massa molecular 303,31. É classificado com o número CAS 86-65-7.
É comercializado na forma de seu sal de potássio, de fórmula C10H7K2NO6S2, massa molecular 379,49 , classificado com o número CAS 18589-26-9, CBNumber CB4777733 e MOL File 18589-26-9.mol.
É uma substância iiritante.

## Usos
É intermediário na síntese de diversos corantes. 
É chamado na indústria de corantes de "ácido amino-G", sendo um dos chamados "ácidos de letras".
Proporciona reação de condensação entre seu grupo amino e grupos carboxilo presentes em sacarídeos na presença de carbodiimida solúvel em água, reação que é útil em eletroforese capilar de carboidratos carboxilados.